# Píšť u Humpolce
Píšť (deutsch Pischt) ist eine Gemeinde in Tschechien. Sie liegt 19 Kilometer nördlich von Pelhřimov an der Autobahn D 1 und gehört zum Okres Pelhřimov.

## Geographie
Píšť befindet sich linksseitig des mit der Trinkwassertalsperre Švihov geflutete Želivkatals auf einem Höhenzug in der Böhmisch-Mährischen Höhe. Nördlich liegt über dem Tal des Blažejovický potok der Hügel Hrušovec (483 m), westlich die Autobahnabfahrt 75 Hořice, im Süden führt die Autobahnbrücke Píšť über den Stausee.
Nachbarorte sind Blažejovice im Norden, Vranice im Nordosten, Mešnik und Hojanovice im Osten, Vojslavice im Südosten, Hroznětice im Süden, Hořice im Südwesten, Rachyně im Westen sowie Vítonice im Nordwesten.

## Geschichte
Die erste urkundliche Erwähnung des Ortes erfolgte im Jahre 1352.
Im Juni 1972 begann der Bau der Autobahnbrücke Píšť, da die Flutung des Tals der Želivka durch die Talsperre Švihov bevorstand. 1979 wurde die Brücke für den Verkehr freigegeben.

## Gemeindegliederung
Die Gemeinde Píšť besteht aus den Ortsteilen Píšť (Pischt) und Vranice (Wranitz), die zugleich auch Katastralbezirke bilden.

## Sehenswürdigkeiten
- Kapelle in Píšť
- Kapelle in Vranice
- Wassermühle Šalkův Mlýn am Blažejovický potok, nördlich des Ortes
- Autobahnbrücke Píšť